# Nematoscelis microps
Nematoscelis microps är en kräftdjursart som beskrevs av Missing. Nematoscelis microps ingår i släktet Nematoscelis och familjen lysräkor. Inga underarter finns listade i Catalogue of Life.